# Pompeo Giustiniani
Pompeo Giustiniani (Aiaccio, 1569 – Gorizia, 11 ottobre 1616) è stato un condottiero e scrittore italiano della Repubblica di Genova, al servizio prima della Spagna e poi di Venezia. Soprannominato "braccio di ferro" per aver perso l'arto destro durante l'assedio di Ostenda e per averlo sostituito con una protesi, fu un noto e abile condottiero del primo Seicento. Il suo destino si lega alla Serenissima nel 1613, per la quale combatté la guerra di Gradisca, rimanendo ferito mortalmente l'11 ottobre 1616 da una palla di moschetto che gli fracassò l'osso sacro «in un de colli sopra Lucinico», molto probabilmente il Monte Calvario, durante l'assedio di Gorizia.

## Biografia
Nacque ad Ajaccio nel 1569, da Francesco, del ramo Arangi della famiglia genovese, colonnello di fanteria al servizio di Venezia, e da madre corsa. Rimasto orfano del padre, seguì le orme dello stesso diventando nel 1583 alfiere di una compagnia di cavalleria corsa. A diciotto anni fu in Fiandra nel 1587, battendosi per gli spagnoli e diventando poi capitano nell'esercito di Alessandro Farnese. Nel 1601 passò al servizio di Ambrogio Spinola con il grado di sergente maggiore del suo personale tercio, e fu al seguito dello Spinola nel 1602 quando partì nuovamente alla volta dei Paesi Bassi. Nel 1603 subentrò nella guida del tercio dello Spinola, venendo quindi promosso al grado di maestro di campo.

Stemma Giustiniani

Nel 1604 si scontrò personalmente con Maurizio di Nassau nella battaglia per il porto di Sluis e della città di Damme. Il 22 settembre 1604 durante l'assedio di Ostenda, città fortificata che ancora seguitava a non cedere, ebbe il braccio destro dilaniato da una palla di archibugio, che, rimossogli, venne sostituito da una protesi metallica. Nell'ottobre 1605 ottenne la resa di Wachtendonck, cui fece seguito la caduta di altre posizioni olandesi. Dopo aver rifiutato un incarico dallo Spinola che gli chiedeva di forzare il Reno tra Schenkenschanz e Nimega, fu al fianco sempre dello Spinola nella campagna di Fiandra, finché l'avvio dei negoziati per la tregua dei dodici anni non interruppe le operazioni.
Dopo la tregua Giustiniani si dedicò alla redazione del Delle guerre di Fiandra (tradotto in latino a Colonia nel 1611 e a Milano nel 1615 come Bellum Belgicum), testo imperniato tutto sulla figura del suo comandante e sulla minuta cronaca del conflitto, immediatamente percepito - soprattutto a causa della portata del massacro - come uno dei grandi eventi della storia militare del tempo. Il punto di vista adottato nella narrazione era quello della parte spagnola e cattolica. Nell'opera Giustiniani lodava la capacità dello Spinola di scegliere la via più benefica per le popolazioni dei Paesi Bassi di trovare un accordo per la pace col Nassau.
Nel 1611 divenne membro del consiglio di guerra di Filippo III. Nel 1613 decise di passare al servizio di Venezia, ottenendo dalla Repubblica uno stipendio di 3000 ducati annui (ricevette la garanzia di un grado adeguato anche per i giovani figli Francesco e Raffaele). Nel 1614 ottenne il comando militare delle truppe stanziate sull'isola di Creta. La morte del capitano generale della fanteria Del Monte e il peggioramento dei rapporti con l'Austria, per la questione dei pirati Uscocchi, persuasero però il Senato veneziano a dirottare il condottiero corso in Friuli assegnandoli il comando di tutte le milizie «così da piedi come da cavallo».
Dall'autunno del 1615 prese parte alla guerra di Gradisca, scoppiata senza alcun atto di guerra formale tra Arciducato d'Austria e Venezia, per quanto ampiamente prevista, occupando di sorpresa il 19 dicembre Cormons, Cervignano e Aquileia, e spingendosi fino all'Isonzo. Gli Austriaci, che avevano posizioni ben difese, lo costrinsero a ingaggiare una logorante e micidiale guerra di posizione.
La mattina del 10 ottobre 1616, mentre effettuava una ricognizione dei guadi sull'Isonzo nei pressi di Podgora (l'odierna Piedimonte, alle porte di Gorizia), venne ferito al fianco da un colpo di moschetto. Trasportato a Lucinico, vi morì l'11 ottobre dopo una breve agonia. Venne sostituito al comando dell'esercito della Serenissima da Don Giovanni de' Medici.

## Opere
- Pompeo Giustiniani, Delle guerre di Fiandra libri VI, Anversa, Joachimus Trognesius, 1609. Ristampato a Venezia, nel 1610 e 1612 e - in traduzione latina - a Colonia nel 1611 e a Milano nel 1615.